# Премия XBIZ лучшему иностранному исполнителю года
Премия XBIZ лучшему иностранному исполнителю года (англ. XBIZ Award for Foreign Male Performer of the Year) — ежегодная награда, вручаемая компанией XBIZ лучшему иностранному исполнителю.

## Лауреаты и номинанты
| Победитель            | Номинанты             | |
| IX церемония - 2011   | IX церемония - 2011   | IX церемония - 2011 |
| --------------------- | --------------------- | --- |
|                       | Рокко Сиффреди        | - Майк Анджело - Марко Бандерас - Джеймс Броссман - Джазз Дуро - Фрэнк Мейджор - Дэнис Марти - Дэвид Перри - Тони Рибас - Начо Видаль                                                                      |
| X церемония - 2012    |                       | |
|                       | Начо Видаль           | - Mike Angelo - Джеймс Броссман - Cristian Devil - Омар Галанти - Тимо Харди - Стив Холмс - Ник Лэнг - Фрэнк Мейджор - Рамон Номар - Дэвид Перри - Тони Рибас - Тристан Сигал - Рокко Сиффреди - Иан Скотт |
| XI церемония - 2013   |                       | |
|                       | Тони Рибас            | - Майк Анджело - Джеймс Броссман - Cristian Devil - Омар Галанти - Тимо Харди - Стив Холмс - Дэвид Перри - Рокко Сиффреди - Начо Видаль                                                                    |
| XII церемония - 2014  |                       | |
|                       | Дэнни Ди              | - Майк Анджело - Джеймс Броссман - Джазз Дуро - Омар Галанти - Кид Джамайка - Дэвид Перри - Иан Скотт - Рокко Сиффреди - Начо Видаль                                                                       |
| XIII церемония - 2015 |                       | |
|                       | Рокко Сиффреди        | - Майк Анджело - Кристоф Кларк - Дэнни Ди - Омар Галанти - Кид Джамайка - Пабло Феррари - Дэвид Перри - Иан Скотт - Начо Видаль                                                                            |
| XIV церемония - 2016  |                       | |
|                       | Дэнни Ди              | - Майк Анджело - Кристиан Клэй - Маркус Дюпри - Райан Райдер - Пабло Феррари - Дэвид Перри - Иан Скотт - Рокко Сиффреди - Начо Видаль                                                                      |
| XV церемония - 2017   |                       | |
|                       | Джесси Джонс · Канада | - Майк Анджело - Кристоф Кейл - Кристиан Клэй - Дэнни Ди - Маркус Дюпри - Дэвид Перри - Райан Райдер - Рокко Сиффреди - Начо Видаль                                                                        |
| XVI церемония - 2018  |                       | |
|                       | Стив Холмс            | - Кристиан Клэй - Дэнни Ди - Дэвид Перри - Джордж Уль - Кристоф Кейл - Начо Видаль - Рико Симмонс - Рокко Сиффреди - Райан Райдер                                                                          |
| XVII церемония — 2019 |                       | |
|                       | Стив Холмс ()         | - Кристоф Кейл - Cristian Clay - Дэнни Ди - Эрик Эверхард - Lutro - Рокко Сиффреди - Начо Видаль - Pascal White                                                                                            |